# Humanap Ka Ng Panget (singolo)
Humanap Ka Ng Panget è il singolo di debutto del rapper filippino Andrew E., pubblicato nel dicembre 1990 ed estratto dall'omonimo album.
La canzone ha ispirato un altrettanto omonimo film, uscito nel 1991 e con protagonista lo stesso Espiritu, al debutto sul grande schermo.

## Film
Nel 1991 è uscito nelle sale cinematografiche, su distribuzione di Viva Films, l'omonimo film diretto dal regista Ben Feleo e con protagonisti lo stesso Espiritu, Jimmy Santos e Keempee de Leon.

## Accuse di plagio
Nel 2018 diverse utenze sul sito Reddit hanno citato Espiritu per aver plagiato con Humanap Ka Ng Panget il brano Find An Ugly Woman del gruppo musicale statunitense Cash Money Marvelous; in particolare, il rapper è stato accusato di aver "semplicemente tradotto in tagalog" il testo della suddetta canzone. Espiritu non ha rilasciato alcuna dichiarazione al riguardo.